# Ferricyanure de potassium
Ne doit pas être confondu avec Ferrocyanure de potassium.
Le ferricyanure de potassium  (K3[Fe(CN)6]) aussi connu comme prussiate rouge, rouge de Prusse, ou hexacyanoferrate (III) de potassium, est un composé de coordination stable à la température et à la pression qui forme des cristaux rouge rubis. 
Il est soluble dans l'eau et ses solutions présentent une fluorescence jaune-vert. Il est fabriqué en passant du chlore gazeux dans une solution de ferrocyanure de potassium. Le ferricyanure de potassium forme un précipité.
En photographie argentique, ce produit était couramment utilisé comme affaiblisseur de l'image, qu'il s'agisse de négatifs ou de tirages, soit en bain de blanchiment préalable à un virage, soit par affaiblissement local au moyen d'un pinceau pour la retouche.
Fréquemment utilisé en imprimerie offset (photogravure offset), le « ferry » (nom commun utilisé par les professionnels) était utilisé pour « descendre » le point de trame (film positif) ou le remonter (film négatif) ; la technique utilisée était simple mais avec un sérieux coup d’œil (compte-fil ou loupe binoculaire pour contrôler en permanence) et un tour de main. Coton, coton-tige ou pinceaux était utilisé par les professionnels ; on pouvait aussi définir la zone à travailler en masquant avec de la gouache (pinceau) les zones du document (film) qui devaient être épargnées, un rinçage rapide avec du coton et de l’eau puis un lavage complet du film était nécessaire pour neutraliser le produit.
Jusqu’à son interdiction, ce produit a également été beaucoup utilisé dans le bâtiment, notamment pour recouvrir les tomettes, sous la forme d’une peinture. Cela permettait d’obtenir un sol d’un rouge sombre uni à peu de frais, tout en protégeant les tomettes. De nombreuses personnes, avec le retour du goût des intérieurs rustiques, souhaitent enlever le rouge de Prusse pour rénover les tomettes et leur rendre leur aspect d’origine, mais cette peinture est très tenace, rendant la rénovation longue et difficile.
Il est aussi utilisé dans des anciens procédés, tel que le cyanotype dans lesquels il réagit avec des ions Fer II pour donner du bleu de Prusse, ainsi qu'en photogravure et en cyanographie.
En cas d'accident nucléaire, l'hexacyanoferrate (AFCF), dérivé du bleu de Prusse, peut faire partie de complexants destinés à limiter l'ingestion de radionucléides, ajouté à la ration alimentaire d’animaux d'élevages par exemple (il abaisse le transfert métabolique au lait d'un facteur 5 à 10 ).

## Voir aussi

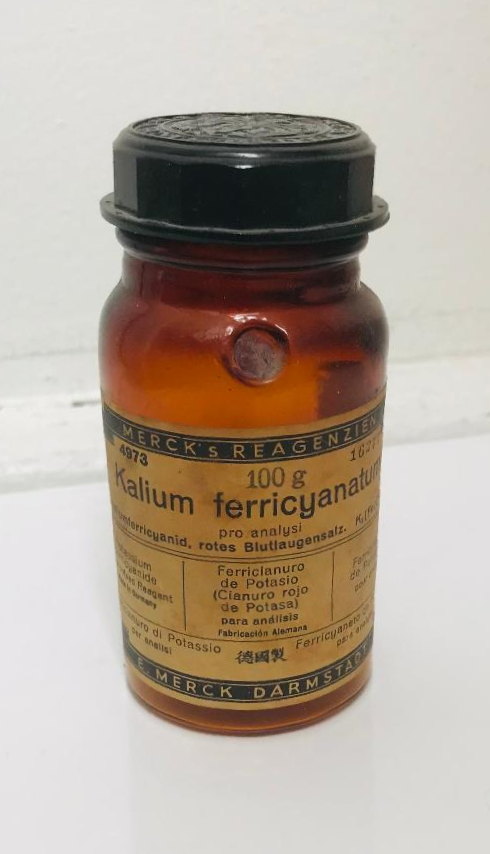
Ferricyanure de potassium, ancien flacon (Merck), début XXe s.